# Hòa Bình, Cà Mau
Hòa Bình là một xã thuộc tỉnh Cà Mau, Việt Nam.

## Địa lý
Xã Hòa Bình có vị trí địa lý:
- Phía đông giáp phường Bạc Liêu và xã Vĩnh Lợi
- Phía tây giáp xã Đông Hải
- Phía nam giáp xã Vĩnh Hậu
- Phía bắc giáp xã Châu Thới và xã Vĩnh Mỹ.

Xã Hòa Bình có diện tích 114,77 km², dân số năm 2024 là 65.975 người, mật độ dân số đạt 574 người/km².

## Lịch sử
Ngày 5 tháng 10 năm 1917, làng Hòa Bình làng Lọng Thạnh thuộc tổng Thạnh Hòa, quận Vĩnh Lợi và xã Vĩnh Mỹ A tiền thân là làng Vĩnh Mỹ.
Ngày 13 tháng 11 năm 1948, tỉnh Sóc Trăng giao làng Châu Thới về tỉnh Bạc Liêu. Làng Châu Thới hợp nhất với làng Long Thạnh thành làng Thạnh Thới.
Sau năm 1956, làng Hòa Bình gọi là xã Hòa Bình và làng Long Thạnh gọi là xã Long Thạnh.
Năm 1957, xã Hòa Bình và xã Long Thạnh thuộc tổng Thạnh Hòa, quận Vĩnh Lợi, tỉnh Ba Xuyên.
Năm 1964, xã Hòa Bình và xã Long Thạnh thuộc tổng Thạnh Hòa, quận Vĩnh Lợi, tỉnh Bạc Liêu.
Sau năm 1975, huyện lỵ huyện Vĩnh Lợi được dời về xã Hòa Bình, xã Long Thạnh và xã Vĩnh Mỹ A thuộc huyện Vĩnh Lợi, tỉnh Bạc Liêu.
Ngày 20 tháng 9 năm 1975, Bộ Chính trị ban hành Nghị quyết số 245-NQ/TW về việc hợp nhất tỉnh Bạc Liêu, tỉnh Cà Mau và hai huyện Vĩnh Thuận, An Biên (ngoại trừ 2 xã Đông Yên và Tây Yên) của tỉnh Rạch Giá thành một tỉnh mới, tên gọi tỉnh mới cùng với nơi đặt tỉnh lỵ sẽ do địa phương đề nghị lên.
Ngày 20 tháng 12 năm 1975, Bộ Chính trị ban hành Nghị quyết số 19/NQ về việc hợp nhất tỉnh Bạc Liêu và tỉnh Cà Mau thành một tỉnh mới, tên gọi tỉnh mới cùng với nơi đặt tỉnh lỵ sẽ do địa phương đề nghị lên.
Ngày 24 tháng 2 năm 1976, Chính phủ Cách mạng Lâm thời Cộng hòa miền Nam Việt Nam ban hành Nghị định số 3/NQ/1976 về việc hợp nhất tỉnh Bạc Liêu và tỉnh Cà Mau thành một tỉnh mới, lấy tên là tỉnh Bạc Liêu – Cà Mau. Khi đó, xã Hòa Bình và xã Vĩnh Mỹ A thuộc huyện Vĩnh Lợi, tỉnh Cà Mau – Bạc Liêu.
Ngày 10 tháng 3 năm 1976, Chính phủ ban hành Nghị quyết về việc thành lập tỉnh Minh Hải trên cơ sở đổi tên tỉnh Bạc Liêu – Cà Mau. Khi đó, xã Hòa Bình và xã Vĩnh Mỹ A thuộc huyện Vĩnh Lợi, tỉnh Minh Hải.
Ngày 25 tháng 7 năm 1979, Hội đồng Bộ trưởng ban hành Quyết định số 275-CP về việc:
- Đổi tên xã Hòa Bình thành xã Vĩnh Lợi.
- Chia xã Long Thạnh thành xã Long Thạnh và xã Long Hà.
- Chia xã Vĩnh Mỹ A thành 4 xã: Vĩnh Mỹ A, Vĩnh Thắng, Vĩnh Thịnh, Vĩnh Hậu.

Ngày 14 tháng 2 năm 1987, Hội đồng Bộ trưởng ban hành Quyết định số 33B-HĐBT về việc:
- Sáp nhập xã Vĩnh Hậu và xã Long Hà thành một xã lấy tên là xã Vĩnh Hậu; tách một phần diện tích và dân số của xã Vĩnh Hậu để sáp nhập vào xã Vĩnh Thịnh, xã Long Thạnh và xã Vĩnh Lợi.
- Tách một phần diện tích và dân số của xã Minh Diệu để sáp nhập vào xã Long Thạnh.
- Tách ấp Láng Dài của xã Vĩnh Lợi để sáp nhập vào xã Long Thạnh.
- Giải thể xã Vĩnh Lợi để thành lập thị trấn Hòa Bình – thị trấn huyện lỵ huyện Vĩnh Lợi.

Sau khi điều chỉnh địa giới hành chính:
- Thị trấn Hòa Bình có 3.574 hécta đất và 18.561 nhân khẩu.
- Xã Long Thạnh có 3.318 hécta đất và 10.457 nhân khẩu.

Ngày 9 tháng 11 năm 1990, Ban Tổ chức – Cán bộ của Chính phủ ban hành Quyết định số 483/QĐ-TCCP về việc sáp nhập xã Vĩnh Thắng vào xã Vĩnh Mỹ A.
Ngày 6 tháng 11 năm 1996, Quốc hội ban hành Nghị quyết về việc chia tỉnh Minh Hải thành tỉnh Bạc Liêu và tỉnh Cà Mau. Khi đó, thị trấn Hòa Bình, xã Long Thạnh, xã Vĩnh Mỹ A thuộc huyện Vĩnh Lợi, tỉnh Bạc Liêu.
Ngày 26 tháng 7 năm 2005, Chính phủ ban hành Nghị định số 96/2005/NĐ-CP về việc:
- Thành lập huyện Hòa Bình thuộc tỉnh Bạc Liêu.
- Chuyển thị trấn Hòa Bình và xã Vĩnh Mỹ A thuộc huyện Vĩnh Lợi về huyện Hòa Bình mới thành lập quản lý.
- Xã Long Thạnh thuộc huyện Vĩnh Lợi.

Tính đến ngày 31/12/2024:
- Thị trấn Hòa Bình có 8 ấp: Cái Tràm B, Chùa Phật, Láng Giài, Láng Giài A, Thị Trấn A, Thị Trấn AI, Thị Trấn B, Thị Trấn BI.
- Xã Long Thạnh có 11 ấp: Béc Hen Lớn, Béc Hen Nhỏ, Cái Tràm A1, Cái Tràm A2, Cây Điều, Hòa Linh, Phước Thạnh I, Phước Thạnh II, Tân Long, Trà Khứa, Tràm 1.
- Xã Vĩnh Mỹ A có 12 ấp: 15A, Châu Phú, Do Thới, Huy Hết, Tân Tiến, Vĩnh Hiệp, Vĩnh Hội, Vĩnh Tân, Vĩnh Thành, Vĩnh Thạnh, Xóm Lớn A, Xóm Lớn B.

Ngày 16 tháng 6 năm 2025, Ủy ban Thường vụ Quốc hội ban hành Nghị quyết số 1655/NQ-UBTVQH15 về việc sắp xếp các đơn vị hành chính cấp xã của tỉnh Cà Mau năm 2025 (nghị quyết có hiệu lực từ ngày 16 tháng 6 năm 2025). Theo đó, thành lập xã Hòa Bình thuộc tỉnh Cà Mau trên cơ sở toàn bộ 26,54 km² diện tích tự nhiên, quy mô dân số là 25.794 người của thị trấn Hòa Bình; toàn bộ 51,62 km² diện tích tự nhiên, quy mô dân số là 20.397 người của xã Vĩnh Mỹ A thuộc huyện Hòa Bình và toàn bộ 36,61 km² diện tích tự nhiên, quy mô dân số là 19.784 người của xã Long Thạnh, huyện Vĩnh Lợi, tỉnh Bạc Liêu.
Xã Hòa Bình có 114,77 km² diện tích tự nhiên và quy mô dân số là 65.975 người.

## Văn hóa

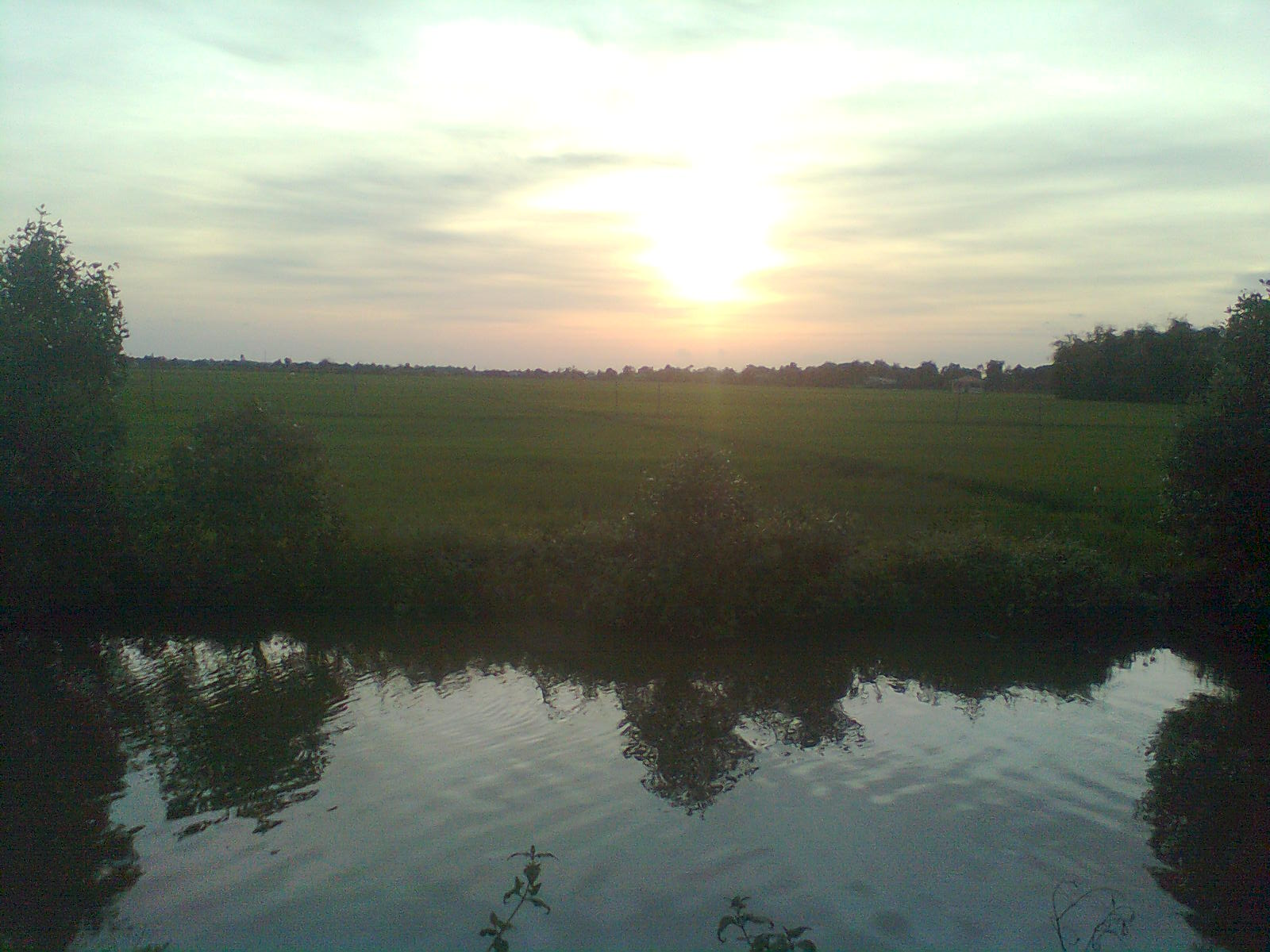
Hoàng hôn trên cánh đồng lúa ở xã Vĩnh Mỹ A

Đình thần Vĩnh Mỹ là di tích lịch sử cấp tỉnh: hàng năm tổ chức lễ hội trang trọng vào các ngày 18, 19, 20 tháng Giêng.

## Giao thông
Một số tuyến đường chính trên địa bàn Hòa Bình:
| - Quốc lộ 1 - Đường 3/2 - Đường 30/4 - Đường 1/5 - Đường 19/5 | - Đường Nhạc Khị - Đường Trần Huỳnh - Đường Lê Quý Đôn - Đường Trần Văn Hộ - Đường Trần Văn Lắm | - Đường Phan Thị Tư - Đường Nguyễn Trung Trực |

## Danh nhân
- AHLLVTND Lê Thị Riêng (1925–1968).